# Playa de Misiego
La Playa de Misiego se sitúa en la parroquia de Selorio, en el concejo de Villaviciosa, Asturias, dentro de lo que se conoce como Costa Verde o Costa Oriental de Asturias.

## Descripción
Es una extensa playa rectilínea, de aguas tranquilas y peligrosidad baja, lo cual la hace ser muy concurrida durante los meses de verano. Pese a ello sólo cuenta como servicios papeleras y el servicio de limpieza, así como teléfono y señalización de peligro; en verano cuanta también con equipo de salvamento.
Se ubica en el centro de la ría de Villaviciosa, espacio catalogado como Reserva Natural Parcial.